# 通沙耶沃區

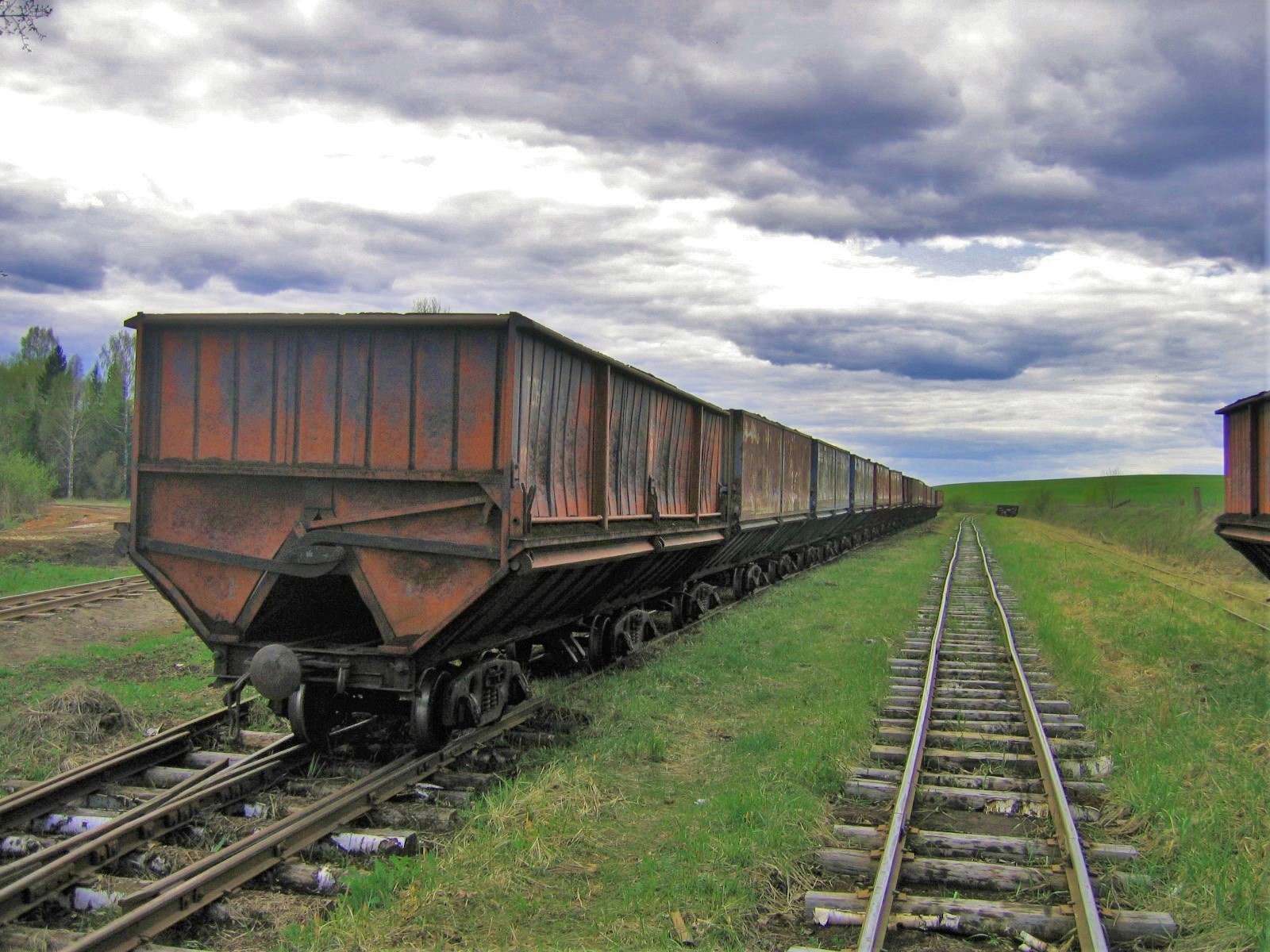

57°44′19″N 47°01′05″E / 57.73861°N 47.01806°E
通沙耶沃區（俄语：Тоншаевский район），是俄羅斯的一個區，位於該國西部，由下諾夫哥羅德州負責管轄，始建於1929年，面積2,353.1平方公里，2010年人口20,219，人口密度每平方公里8.59人。